# جون الأول (ملك قبرص)
جون الاول (حوالي 1268 - 1285) كان ملك قبرص، وفي منافسة مع تشارلز الأول ملك أنجو، ملك القدس من 1284 إلى 1285.
كان جون الابن الأكبر الباقي على قيد الحياة لهيو الثالث، ملك قبرص والقدس، وإيزابيلا من إبلين. توفي هيو في 3 مارس 1284 وتوج جون ملكًا لقبرص في نيقوسيا في 11 مايو. كان عمره حينها حوالي 17 عامًا، وكان وسيمًا ورقيقًا.  وبعد ذلك مباشرة أبحر إلى صور (لبنان) حيث توج ملكا على أورشليم. في البر الرئيسي، تم الاعتراف به كملك فقط في صور وبيروت، اللتين كانتا تحكمهما عمته مارغريت وشقيقه غي، على التوالي. بينما عكا، المركز السياسي لمملكة القدس، اعترفت بتشارلز.  توفي جون في 20 مايو 1285، أي بعد عام تقريبًا من تتويجه، تاركًا التاج لأخيه الأصغر هنري الثاني.